# The New Adventures of Zorro
As Novas Aventuras do Zorro (The New Adventures of Zorro, título no original em inglês) é uma série animada produzida em 1981 pela Filmation. A série foi terceirizada para a Tokyo Movie Shinsha no Japão. As Novas Aventuras do Zorro, que teve 13 capítulos, é baseado no personagem Zorro criado por Johnston McCulley. Foi ao ar como parte do bloco The Tarzan/Lone Ranger/Zorro Adventure Hour.

## Sinopse
Don Diego de la Vega é um homem jovem da classe alta social da cidade de Nossa Senhora de Los Angeles, que esconde uma identidade secreta, o Lendário Zorro. Zorro é ajudado por Tornado, seu cavalo preto, e Miguel, seu jovem espadachim e criado. Miguel veste roupas com o modelo parecido com a do Zorro (mas com cores diferentes) e cavalga com um Palomino. Ramón, o capitão da guarda real, é o maior inimigo do Zorro. O Capitão Ramón é ajudado na captura do Zorro por González, um atrapalhado Sargento.